# Herkulesbrunnen (Heidelberg)

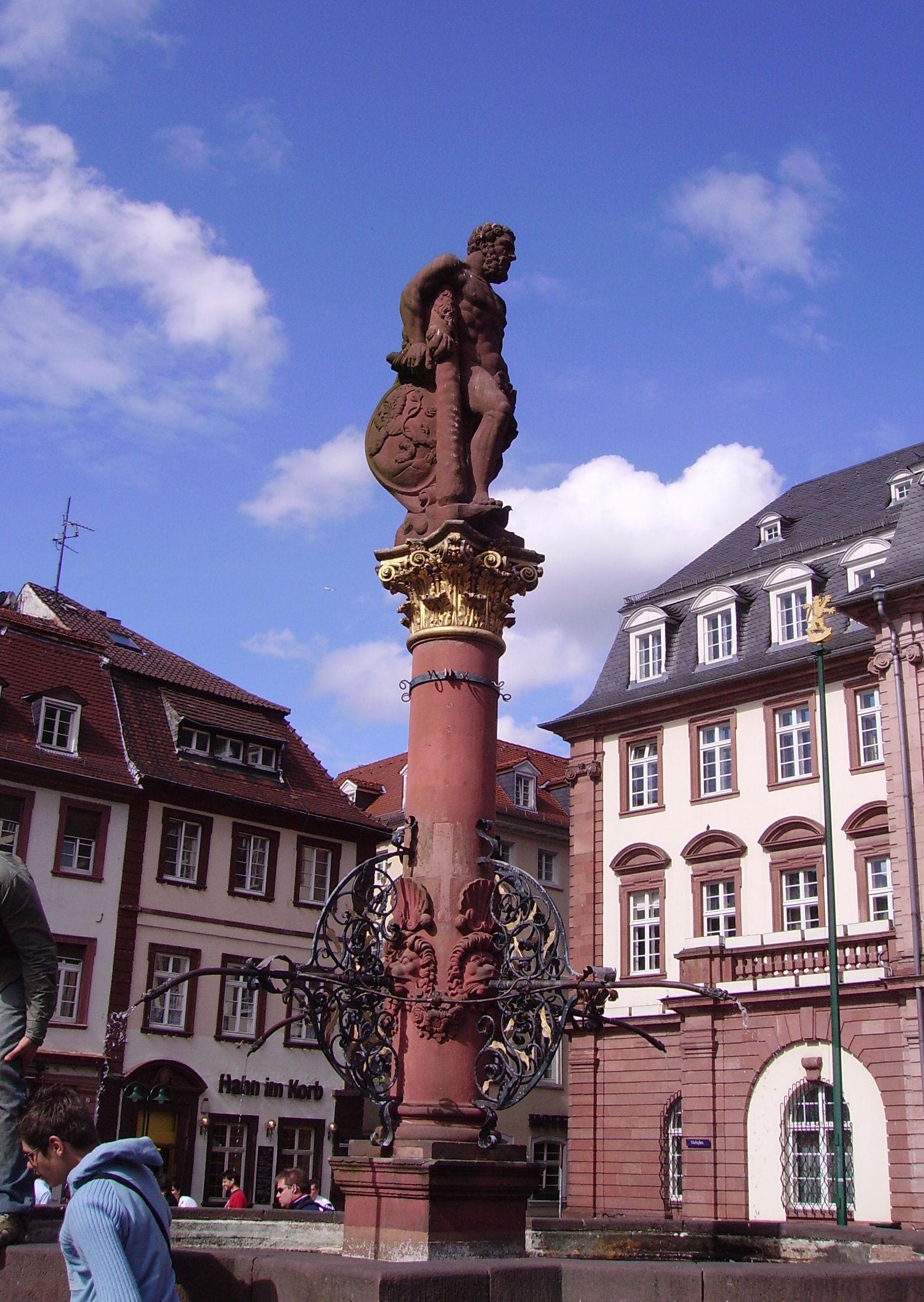
Herkulesbrunnen in Heidelberg

Der Herkulesbrunnen steht vor dem Rathaus in der Altstadt der baden-württembergischen Großstadt Heidelberg.

## Geschichte
Der Pfälzische Erbfolgekrieg machte auch vor Heidelberg nicht halt; fast alle Gebäude wurden zerstört und die Einwohner vertrieben, ermordet oder kamen in den Schlachten ums Leben. Da Heidelberg von französischen Truppen besetzt war, wurde der Regierungssitz nach Düsseldorf verlegt. Nach dem Ende des Krieges schickte der Kurfürst Johann Wilhelm Pläne nach Heidelberg, aus denen ersichtlich war, wie er sich den Wiederaufbau der zerstörten Stadt vorstellt.
Da Heidelberg gegen Ende des Krieges lediglich um die 150 Einwohner zu verzeichnen hatte, war es zunächst nicht möglich, die Pläne des Kurfürsten umzusetzen. Dennoch entschloss man sich, einen Anfang zu machen: 1703 beauftragte die Stadt den Heidelberger Bildhauer Johann Martin Laub einen Brunnen vor dem Rathaus zu errichten, in dem mittig eine Herkulesfigur auf einer Säule, geschaffen vom Bildhauer Heinrich Charrasky eingebracht wurde. Mit diesem Akt wollte man den Heidelberger Bürgern zum einen Dank vermitteln und zum anderen zum Wiederaufbau der Stadt anspornen.
Fertiggestellt wurde der Brunnen in den Jahren 1705/1706. Nach wie vor steht er an seinem ursprünglichen Standort auf dem Marktplatz in Heidelberg.